# Irina Antonenko
Irina Igorevna Antonenko (in russo Ири́на И́горевна Анто́ненко?; Ekaterinburg, 1º settembre 1991) è una modella russa.

## Biografia
Il 6 marzo 2010 è stata incoronata Miss Russia 2010 a Mosca, dove partecipava in qualità di Miss Ekaterinburg. Oltre alla corona la Antonenko ha vinto un premio in denaro di circa 100.000 dollari, che la modella russa ha dichiarato di voler spendere principalmente in beneficenza.
Al momento dell'incoronazione, la Antonenko stava frequentando la facoltà universitaria di giurisprudenza. Dopo la vittoria del titolo di Miss Russia, Irina Antonenko ha iniziato a lavorare come modella per importanti stilisti internazionali come Philipp Plein, ed ha sfilato per Olga Deffi, Alina Assi, Il'ja Šijan e Vjačeslav Zajcev, uno dei più conosciuti stilisti russi.
Il 23 agosto 2010, Irina Antonenko ha rappresentato la Russia in occasione del prestigioso concorso di bellezza internazionale Miss Universo 2010 che si è tenuto a Las Vegas. Alla fine del concorso, la modella si è classificata in top 15.